# Simon Dolan

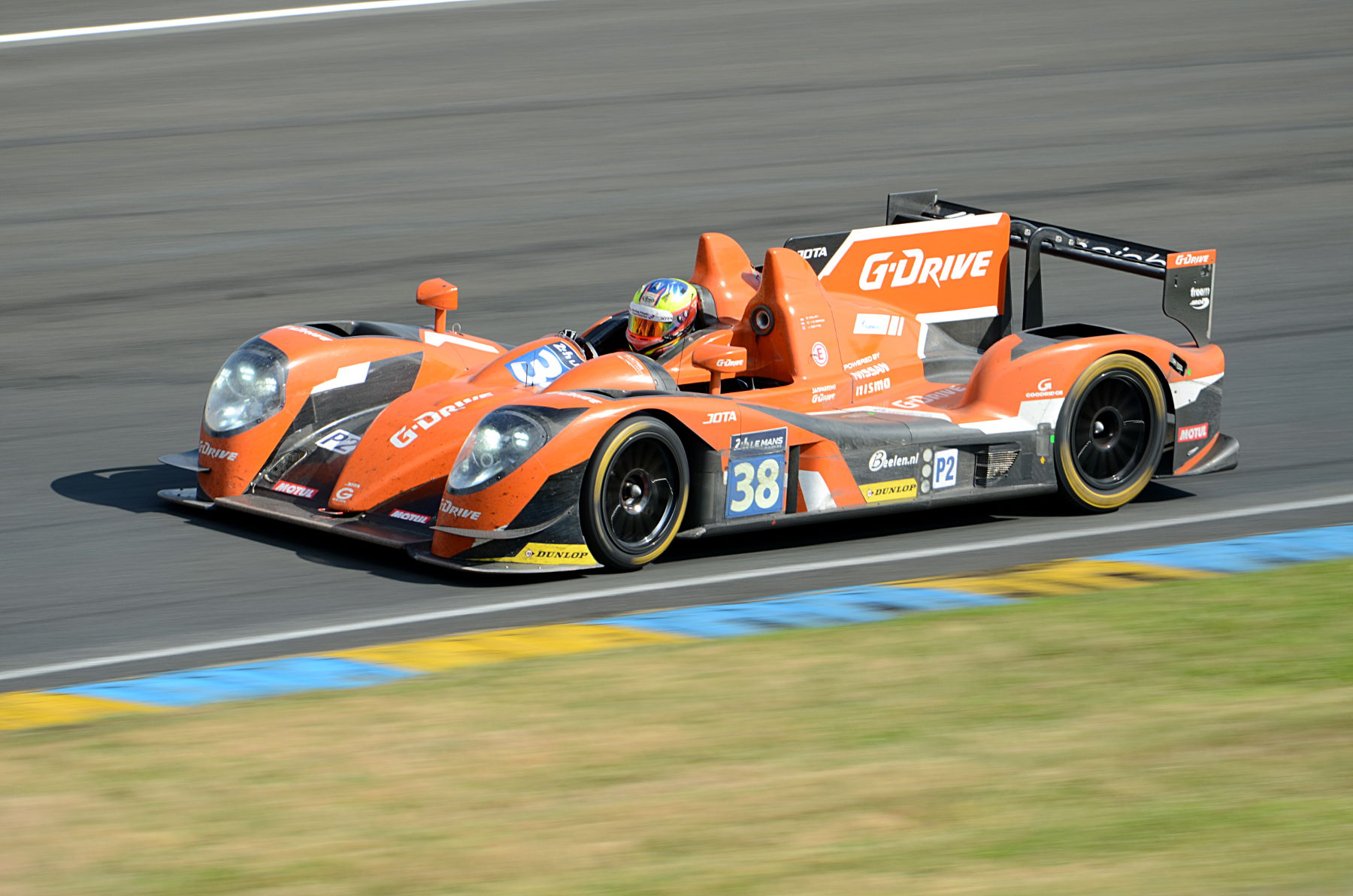
Simon Dolan am Steuer eines Gibson 015S beim 24-Stunden-Rennen von Le Mans 2016

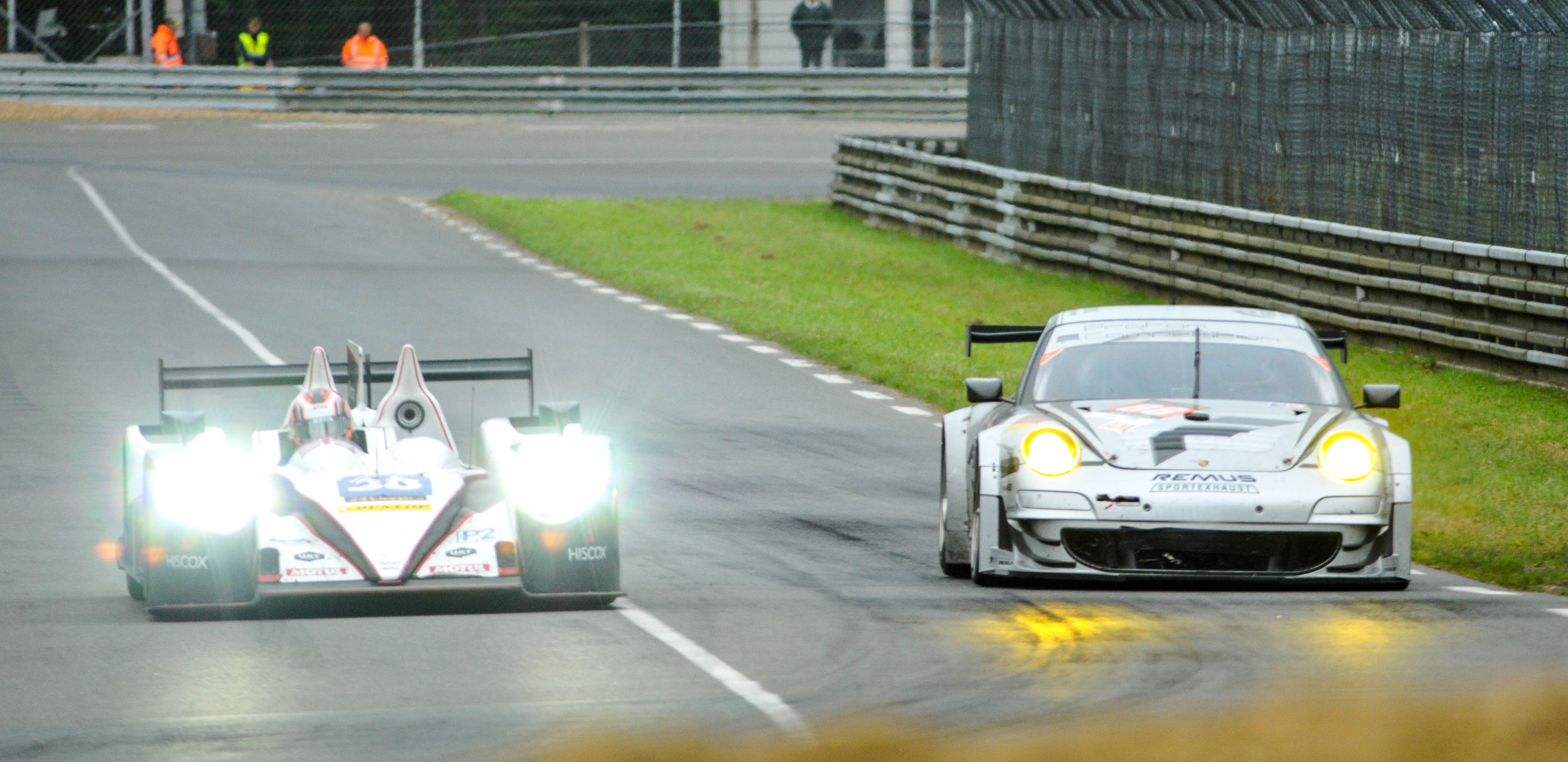
Simon Dolan im Zytek Z11SN (links) beim 24-Stunden-Rennen von Le Mans 2013

Simon James Dolan (* 20. Mai 1969 in Chelmsford) ist ein britischer Unternehmer, Rennstallbesitzer und ehemaliger Autorennfahrer.

## Unternehmer
Simon Dolan ist ein britischer Self-Mademan. Er verließ die Schule im Alter von 15 Jahren und nahm eine Fülle an Jobs, um Geld zu verdienen. In den 1990er- und 2000er-Jahren gründete er einige Unternehmen und wurde vermögend. Die erste wesentliche Gründung war SJD Accountancy, heute eins der größten Buchhaltungs- und Wirtschaftsprüfungs-Unternehmen Großbritanniens. Beim Verkauf wurde 2014 ein Erlös von 100 Millionen Pfund Sterling erzielt.
2010 begann Dolan mit Investments für Jungunternehmer. Anfragen wickelt er über den Mikrobloggingdienst Twitter ab.

## Karriere im Motorsport
Simon Dolans Karriere im Motorsport ist eng verbunden mit Jota Sport, einem 2004 von Sam Hignett und John Stack gegründeten Motorsportteam. 2008 stieg Dolan dort als maßgeblicher Finanzier und nunmehriger Haupteigentümer ein. Erste Einsätze hatte er bei nationalen Sportwagenrennen und wechselte 2011 in den internationalen GT-Sport. Jota war zu dieser Zeit offizieller Partner von Aston Martin Racing. Er gab im gleichen Jahr sein Debüt beim 24-Stunden-Rennen von Le Mans und beendete die GT-Pro-Klasse der European Le Mans Series 2011 als Gesamtachter.
In den folgenden Jahren war Simon Dolan ein regelmäßiger Starter in der Le Mans Series und beim 24-Stunden-Rennen von Le Mans. 2013 und 2015 wurde er Gesamtdritter in der LMP2-Klasse der Le Mans Series, 2014 Gesamtzweiter. 2016 gewann er die Meisterschaft.
In Le Mans gewann der die LMP2-Klasse 2014 und beendete das Rennen an der 5. Stelle der Gesamtwertung.

## Statistik

### Le-Mans-Ergebnisse
| Jahr | Team             | Fahrzeug                    | Teamkollege     | Teamkollege         | Platzierung            | Ausfallgrund |
| ---- | ---------------- | --------------------------- | --------------- | ------------------- | ---------------------- | ------------ |
| 2011 | Simon Dolan Jota | Aston Martin V8 Vantage GT2 | Sam Hancock     | Chris Buncombe      | Ausfall                | Motorschaden |
| 2012 | Jota             | Zytek Z11SN                 | Sam Hancock     | Haruki Kurosawa     | Ausfall                | Unfall       |
| 2013 | Jota Sport       | Zytek Z11SN                 | Lucas Luhr      | Oliver Turvey       | Rang 14                |              |
| 2014 | Jota Racing      | Zytek Z11SN                 | Harry Tincknell | Oliver Turvey       | Rang 5 und Klassensieg |              |
| 2015 | Jota Racing      | Gibson 015S                 | Mitch Evans     | Oliver Turvey       | Rang 10                |              |
| 2016 | G-Drive Racing   | Gibson 015S                 | Jake Dennis     | Giedo van der Garde | nicht klassiert        |              |

### Einzelergebnisse in der FIA-Langstrecken-Weltmeisterschaft
| Saison | Team | Rennwagen   | 1   | 2   | 3   | 4   | 5   | 6   | 7   | 8   | 9   |
| ------ | ---- | ----------- | --- | --- | --- | --- | --- | --- | --- | --- | --- |
| 2012   | Jota | Zytek Z11SN | SEB | SPA | LEM | SIL | SAO | BAH | FUJ | SHA |     |
| 2012   | Jota | Zytek Z11SN |     | 8   | DNF | 14  |     |     |     |     |     |
| 2013   | Jota | Zytek Z11SN | SIL | SPA | LEM | SAO | AUS | FUJ | SHA | BAH |     |
| 2013   | Jota | Zytek Z11SN |     | 10  | 14  |     |     |     |     |     |     |
| 2014   | Jota | Zytek Z11SN | SIL | SPA | LEM | AUS | FUJ | SHA | BAH | SAO |     |
| 2014   | Jota | Zytek Z11SN |     | 9   | 5   |     |     |     |     |     |     |
| 2015   | Jota | Gibson 015S | SIL | SPA | LEM | NÜR | AUS | FUJ | SHA | BAH |     |
| 2015   | Jota | Gibson 015S |     | 9   | 10  |     |     |     |     |     |     |
| 2016   | Jota | Gibson 015S | SIL | SPA | LEM | NÜR | MEX | AUS | FUJ | SHA | BAH |
| 2016   | Jota | Gibson 015S |     | 12  | DNF |     |     |     |     |     |     |